# Théophile Abega
Théophile Abega (Nkomo, 9 luglio 1954 – Yaoundé, 15 novembre 2012) è stato un calciatore camerunese, di ruolo centrocampista.
È scomparso nel 2012 all'età di 58 anni.

## Carriera
Ha fatto parte della nazionale camerunese, giocando tutte e tre le partite disputate dalla nazionale ai Mondiali 1982 e guidando la nazionale al suo primo successo in Coppa d'Africa, nel 1984, anno in cui ha vinto il Pallone d'oro africano.

## Palmarès

### Club
- Campionato camerunese: 4

Canon Yaoundé: 1977, 1979, 1980, 1982
- Coppa del Camerun: 3

Canon Yaoundé: 1979, 1980, 1982
- CAF Champions League: 2

Canon Yaoundé: 1978, 1980
- Coppa delle Coppe d'Africa: 1[2]: 1

Canon Yaoundé: 1979

### Nazionale
- Coppa d'Africa: 1

Costa d'Avorio 1984

### Individuale
- Calciatore africano dell'anno: 1

1984